# Paul Sédille
Paul Sédille, né le 16 juin 1836 et mort le 6 janvier 1900, est un architecte, théoricien de l'architecture et peintre français.

## Biographie
Paul Sédille est le fils de l'architecte Charles-Jules Sédille. Marié à Louise Soyer, il aura une fille, Madeleine, en 1865.
On lui doit notamment la reconstruction des magasins du Printemps à Paris entre 1881 et 1883. Il est en France le théoricien de la polychromie architecturale, et l'avocat d'un point de vue théorique du réalisme architectural basé sur l'œuvre de Gottfried Semper.
En dehors de l'architecture, Paul Sédille a aussi peint et exposait presque chaque année au Salon des artistes français ses toiles dans la lignée de l’école de Barbizon. Il est aussi le premier a s’intéresser aux bonsaïs et à en parler dans la Gazette des Beaux-Arts de septembre 1878 à la suite de leur présentation lors de l'Exposition universelle la même année. 
Membre honoraire correspondant en France du Royal Institute of British Architects, il fut aussi membre de l'Académie d'architecture et de la Société des amis des monuments parisiens.
Il est inhumé au cimetière de Montmartre (25e division).

## Architecte et théoricien de la polychromie architecturale

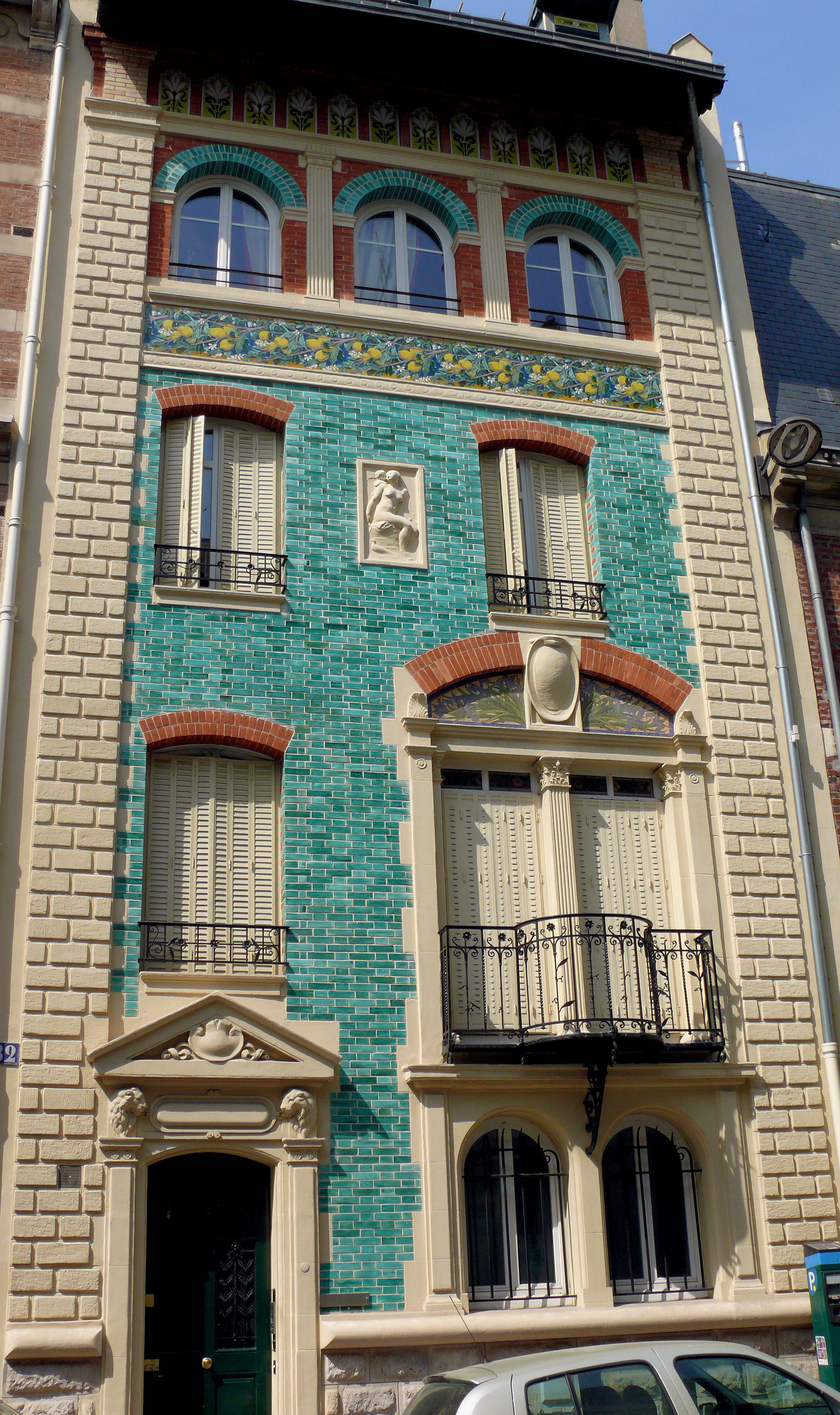
Façade de la Maison Dumas au 32, rue Eugène Flachat, Paris 17e.

Bien que l'on connaisse surtout Paul Sédille pour son travail important de reconstruction des magasins du Printemps, son travail de recherche architectural est essentiel pour comprendre la richesse de son œuvre. Très actif des années 1870 aux années 1890, esprit curieux et grand voyageur, il a écrit de nombreux articles sur l'évolution de l'architecture de son temps (sur l'architecture moderne en Angleterre et à Vienne par exemple). C'est au cours d'un voyage en Espagne en 1871 qu'il prend conscience de l'importance de la polychromie architecturale et qu'il va devenir le fer de lance en France des théories du réalisme architectural développées par Gottfried Semper. Son article « Étude sur la renaissance de la polychromie monumentale en France », le plus abouti sur le sujet est publié dans la revue L'Architecture en 1889.
Son travail a été particulièrement remarqué lors de l'Exposition universelle de 1878. Il y construit notamment avec la faïencerie de Jules Paul Loebnitz la monumentale porte des Beaux-Arts qui sera récompensée par une médaille d'or. « Rien n’est beau comme la porte monumentale exécutée par M. Loebnitz et exposée sous le porche des Beaux-Arts, d’après le projet de M. Sédille […] tout y est grandiose, d’un décor élégant et savant, d’un émail pouvant braver la température humide de nos hivers […] » écrit un rapporteur de l'époque[réf. nécessaire]. Pour cette exposition universelle, Sédille commandera aussi à Loebnitz le décor céramique du pavillon du Creusot.
À nouveau, lors de l'exposition rétrospective de l'Union centrale des arts décoratifs en 1884, Paul Sédille réalise la porte d’entrée ornée d’un écusson portant la devise de l'Union centrale, au décor fortement inspiré de Luca della Robbia. Deux figures de femmes couchées, du sculpteur André-Joseph Allar, symbolisent le Printemps et l'Automne. Sédille y intègre aussi deux panneaux de faïence réalisés par Loebnitz pour lesquels il avait déjà obtenu une médaille d'honneur à l’exposition d'Amsterdam de 1882.
Lors de l'Exposition universelle de 1889 commémorant centenaire de la Révolution, Loebnitz présentait en tant que membre du jury une « exposition de décoration céramique appliquée à l’architecture », soit un « élégant portique orné d’émaux et de terres  cuites. Il reprend de l'exposition de L'union Centrale une «cheminée monumentale en briques apparentes, ornée de décors émaillées et comportant sous la voussure deux groupes de personnages grandeur nature en terre cuite de ton naturel ; architecture de M. Paul Sédille, figures d’André Allar », comme l'indique la notice du pavillon Loebnitz. Lors de la préparation de l'Exposition universelle, Sédille écrivait à son ami Loebnitz :  « Il convient de marier habilement les céramiques avec les autres matériaux et surtout de les associer dans une gamme harmonieuse les colorations puissantes de vos émaux », terminant ainsi sa lettre : « Je termine donc souhaitant avec vous la généralisation de notre rêve commun, celui d’une décoration vraie, colorée et durable par les terres et les émaux sortis inaltérables du feu. »

## La reconstruction du Printemps

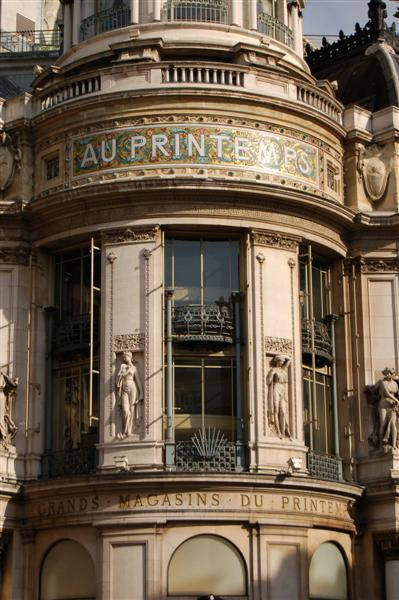
Façade des magasins du Printemps, Paris, boulevard Haussmann.

Le 9 mars 1881, un incendie ravage totalement les immeubles du grand magasin le Printemps. Seuls les immeubles récemment acquis de la rue Caumartin ont échappé à la catastrophe. Pourtant, très rapidement le chantier se met en place : début 1882, l'architecte Paul Sédille monte les structures du nouveau bâtiment.
La partie incendiée est reconstruite, et les anciens bâtiments ayant survécu sont eux aussi démolis, afin d'assurer l'harmonie et la modernité complète du nouvel édifice. Paul Sédille va s'employer à reconstituer les magasins sur un plan d'ensemble englobant désormais tout le pâté de maisons encadré par le boulevard Haussmann, la rue du Havre, la rue de Provence et la rue de Caumartin (soit environ 2 950 m2 de surface). Il va procéder par étapes et débuter par la rue du Havre afin de poursuivre temporairement la vente dans les parties inférieures des immeubles que l'incendie n'a pas entièrement détruits. La façade rue du Havre sera choisie comme la façade principale de l'édifice pour sa position face à un grand carrefour dépourvu d'arbres, contrairement à celle sur le boulevard Haussmann.
Parmi les innovations architecturales et techniques du nouveau magasin : un aménagement assurant un espace fonctionnel et aujourd'hui encore reconnu par les historiens d'art et d'architecture comme le prototype du grand magasin et de l'édifice industriel moderne, l'apparition du fer comme élément visible de décoration et non plus comme seule armature de la bâtisse, et un tout nouvel éclairage sécurisant — foyers Jablohkov, lampes à arc et lampes à incandescence — et permettant une véritable mise en valeur des produits en vente. La façade principale sur rue étant uniquement décorative et ne portant rien, l'ossature du bâtiment est donc entièrement réalisée en métal. Enfin, en 1883, Sédille confie les terres cuites émaillées de l’enseigne du nouveau magasin du Printemps, les mosaïques provenant d’un atelier vénitien, au céramiste Jules Paul Loebnitz avec qui il a déjà collaboré à de nombreuses reprises, notamment sur le château Beaupin à Marseille.

## Réalisations majeures

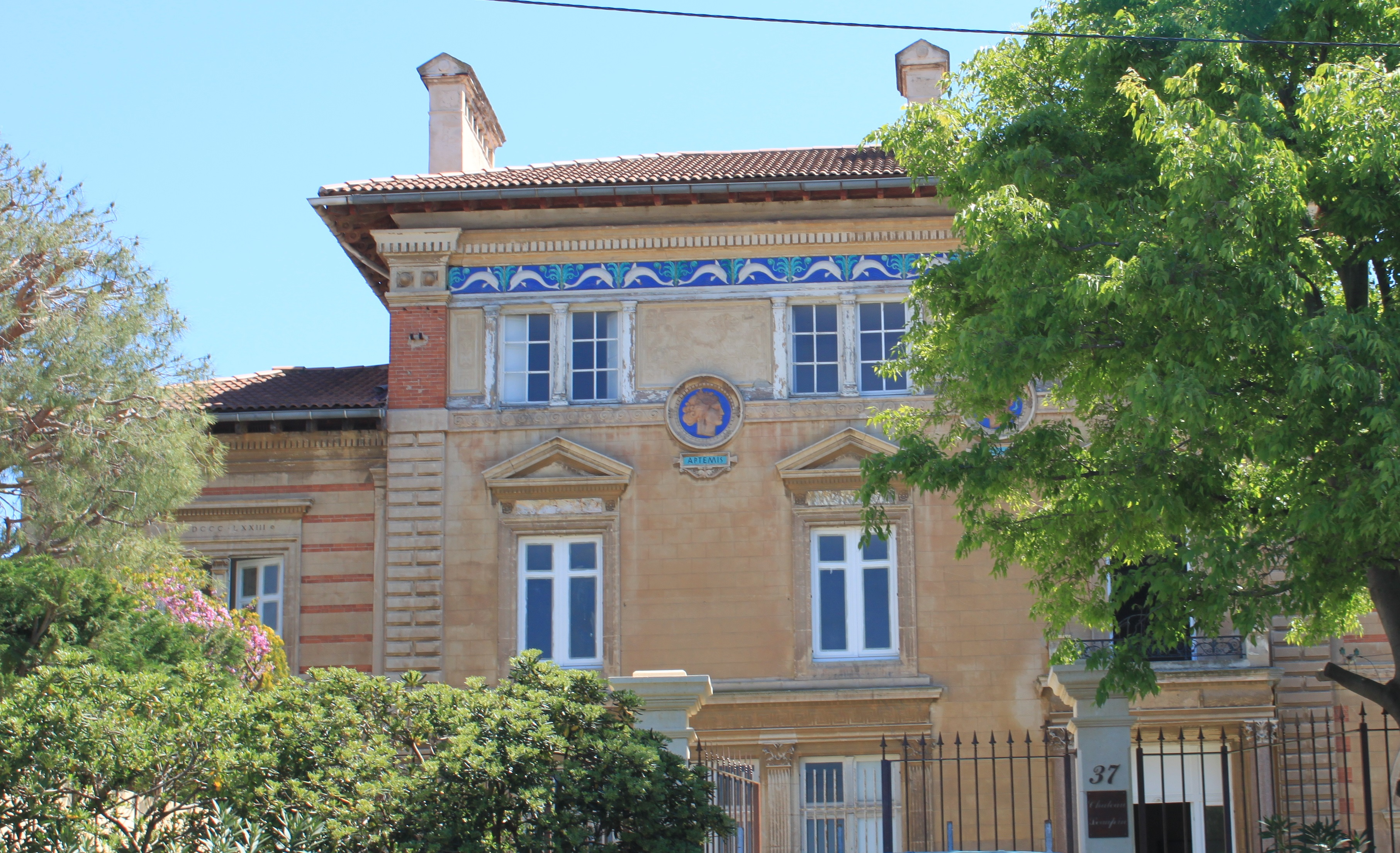
Château Beaupin à Marseille.

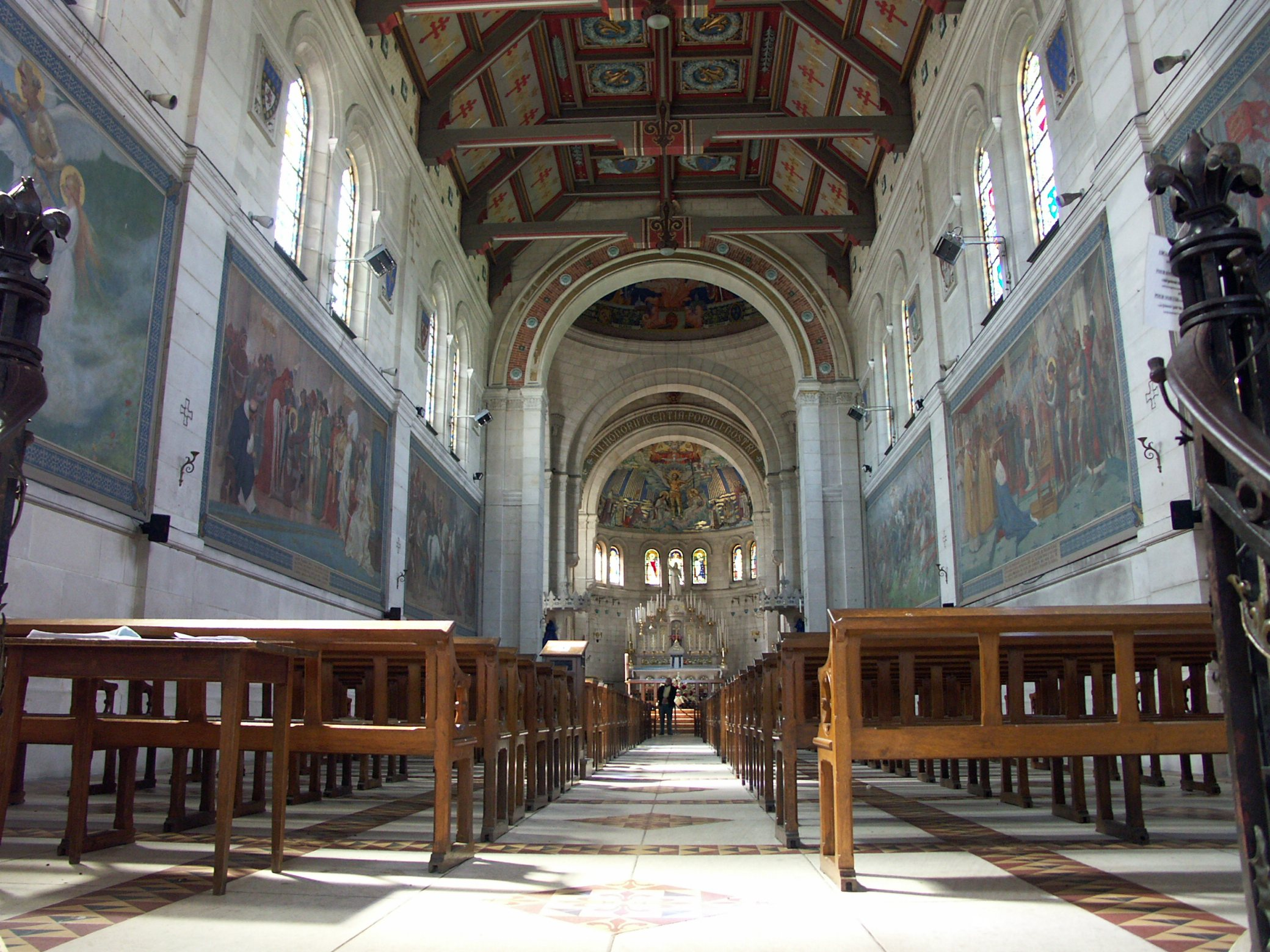
Intérieur de la basilique du Bois-Chenu à Domremy-la-Pucelle.

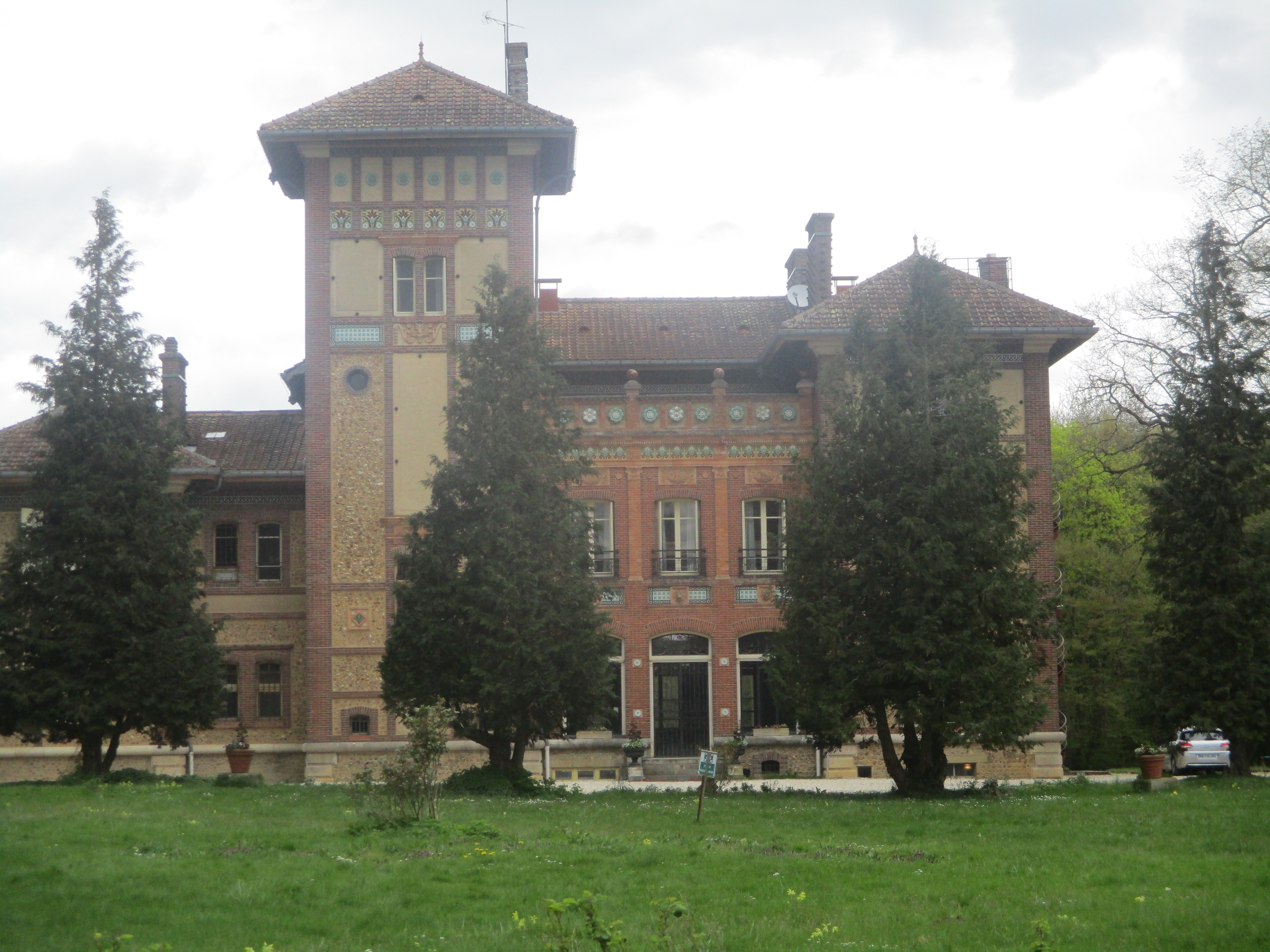
Château de Boisrond de Bussy-le-Repos.

- Le château Beaupin à Marseille (1874) situé au 37 avenue Beaupin, dans le 8e arr., aujourd'hui aménagé en hôtel particulier et lieu culturel.
- château de Boisrond, mairie et ferme des Sèves de Bussy-le-Repos dans l'Yonne.
- marché couvert de Villeneuve-sur-Yonne.
- pavillon polychrome du Creusot, qui présente le marteau-pilon de 100 tonnes Schneider lors de l'Exposition universelle de 1878.
- Monument à Eugène Schneider au Creusot avec le sculpteur Henri Chapu (1878).
- rénovation du théâtre du Palais-Royal à Paris (1880).
- basilique du Bois-Chenu, à Domrémy-la-Pucelle. Débutée en 1881, Émile et René Demay achevèrent le projet de la basilique de Domremy, de 1900 à 1926, après la mort de Paul Sédille.
- faïencerie Loebnitz au 4, rue de la Pierre-Levée dans le  11e arrondissement de Paris (1884).
- villa Weber, hôtel particulier situé 9 à 11, rue Erlanger dans le 16e arrondissement de Paris (1884)[3].
- usine de cirage Th. Marcerou (disparue)[4], rue Collange à Levallois-Perret (1891).
- maison Dumas, hôtel particulier au 32, rue Eugène-Flachat dans le 17e arrondissement de Paris (1892).
- (en collaboration avec Fernand Delmas) ancien hôtel des Sociétés savantes, 6 bis, rue Danton à Paris (1899-1900) ; portail néo-Renaissance de la Société centrale des architectes français. André-Joseph Allar, sculpteur[5].
- sépulture de Michel-Victor Cruchet à Paris au cimetière de Montmartre.

Détails de la façade de la faïencerie Loebnitz provenant de la porte des Beaux-Arts
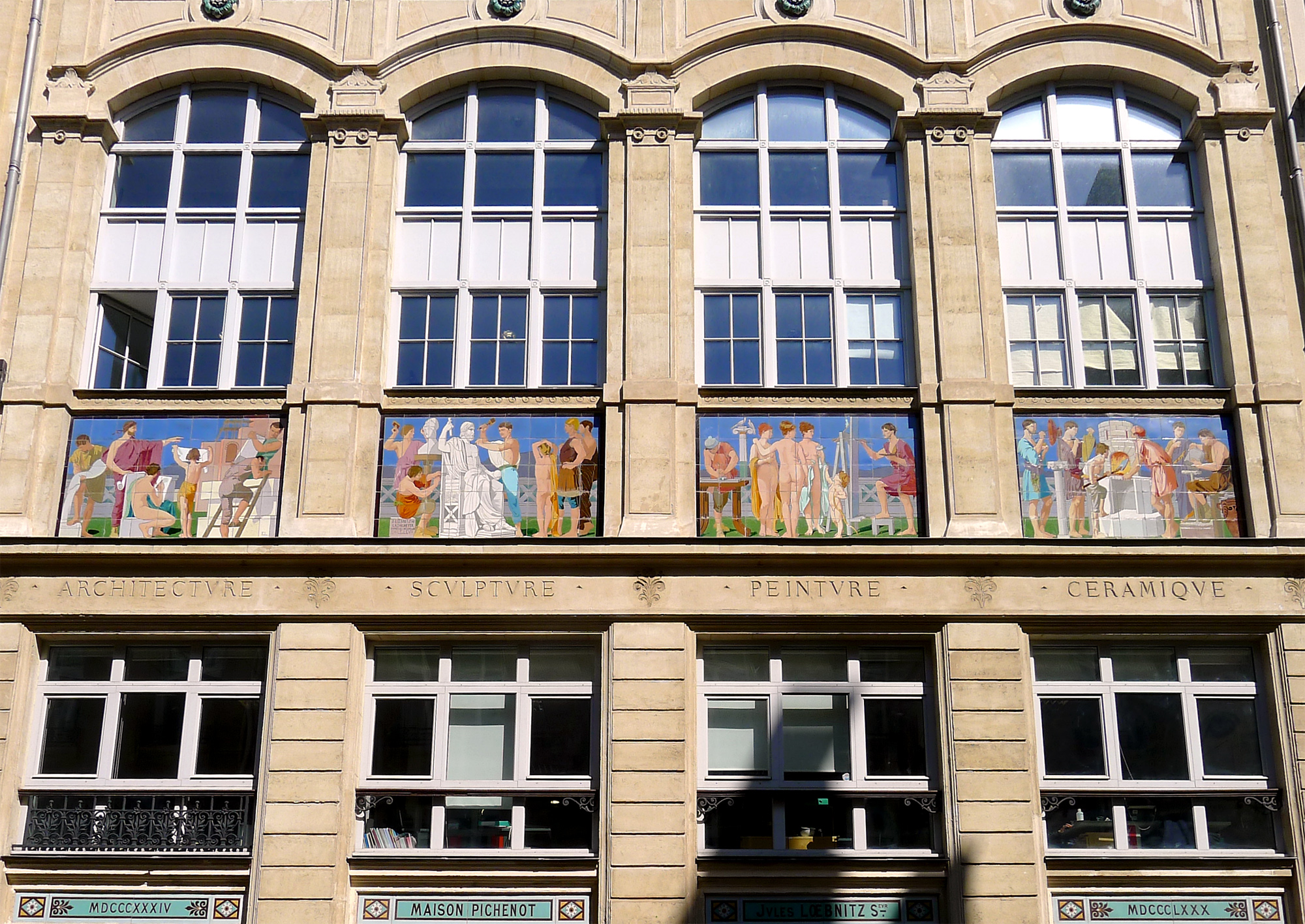
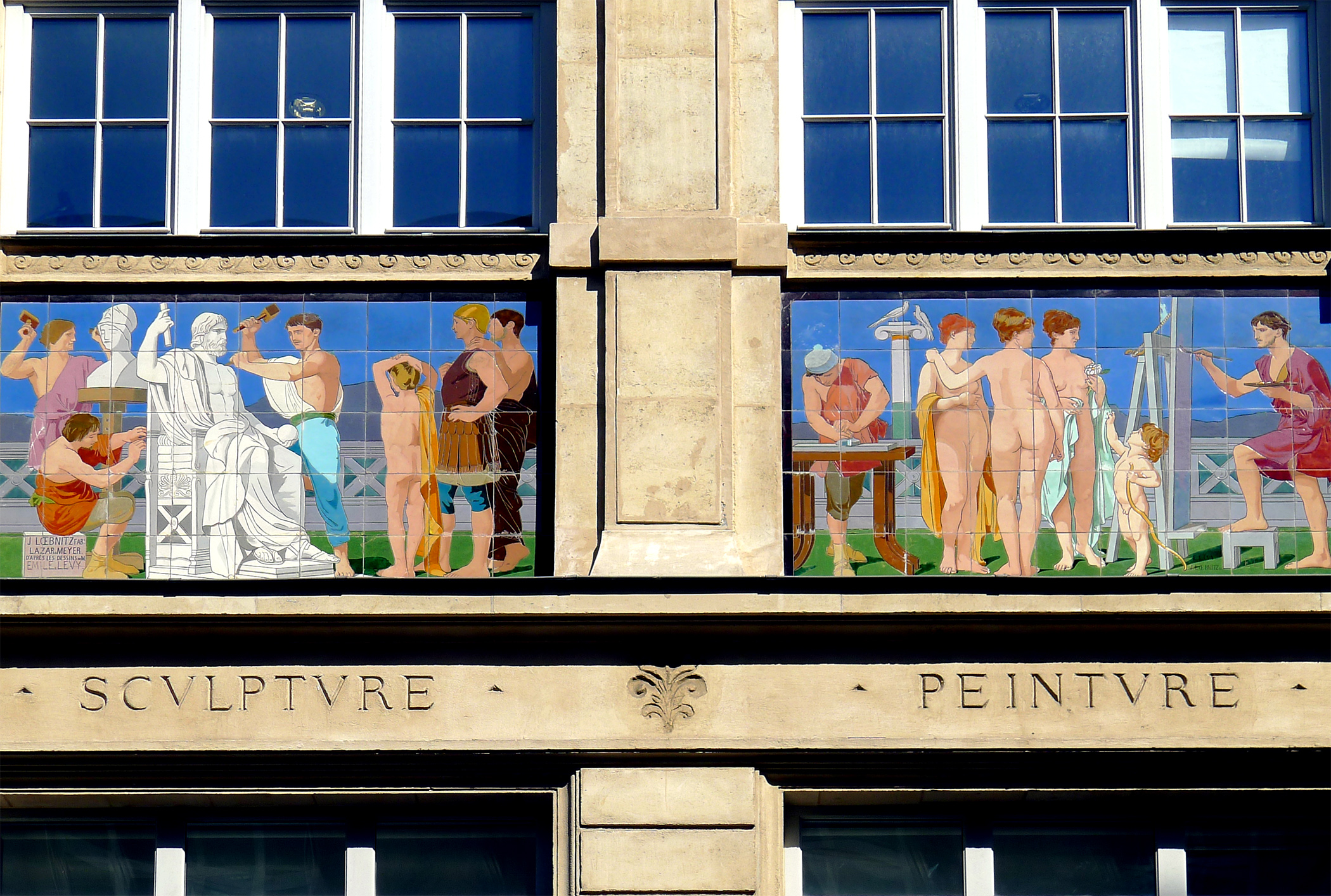

## Publications
- « Rapport présenté par la commission chargée d'examiner une proposition de M. Paul Sédille relative aux récompenses à décerner par la société centrale des architectes », Bulletin mensuel de la société centrale des architectes, 1873, p. 72-76.
- « Victor Baltard », Gazette des beaux-arts, 2e pér., 9, 1874, p. 485-496.
- « Rapport sur un brochure de M. Ruprich-Robert », Bulletin mensuel de la société centrale des architectes 4e sér., 2, 1875, 43f.
- « Joseph Louis Duc, Architecte », Encyclopédie d'architecture, 2e sér., 8, 1879, p. 65-74.
- « L'architecture contemporaine et les industries d'art qui s'y rattachent », Bulletin mensuel de la société centrale des architectes 6e sér., 2, 1885, p. 28-33.
- « Du rôle de la construction dans l'architecture », Encyclopédie d'architecture, 3e sér., 4, 1885, p. 73f.
- « L'architecture moderne à Vienne », Gazette des beaux-arts, 2e pér., 30, 1884, p. 122-44, 460-67, 481-91. rééd. in : Bulletin mensuel de la société centrale des architectes 6e sér., 2, 1885, p. 196-222.
- « Récompenses à l'architecture privée », Bulletin mensuel de la société centrale des architectes 6e sér., 2, 1885, p. 411-18 ; rééd. en « Du rôle de la construction dans l'architecture », Encyclopédie d'architecture 3e sér., 4, 1885, 73f.
- « L'architecture moderne en Angleterre », Gazette des beaux-arts, 2e pér., 33, 1886, p. 89-102, 194-208 ; 34, 1886, p. 89-106, 441-465 ; 35, 1887, p. 273-290.
- « Étude sur la renaissance de la polychromie monumentale en France », Transactions of the Royal Institute of British Architects, n. s., 3, 1887, p. 5-16 ; traduit en anglais, pp. 17–25. rééd. in : L'Architecture, 1, 1888, p. 13-16, 37-40, 97-99.
- « Charles Garnier », Gazette des beaux-arts, 3e pér., 20, 1898, p.: 341-346.
- « Basilique de Jeanne d'Arc, Domrémy. Construction de la flèche », L'architecture, 12, 1899, p. 372-374.